# Мишанина, Валентина Ивановна
Валенти́на Ива́новна Миша́нина — мокшанский писатель, прозаик и драматург, редактор.
Родилась 20 ноября 1950 года в селе Адашево Кадошкинского района Мордовии. Окончила Адашевскую среднюю школу, затем в 1968 году поступила в Литературный институт имени А. М. Горького.
C 1973 года — редактор Мордовского книжного издательства, с 1974 года — литературный сотрудник, редактор отдела прозы, ответственный секретарь журнала «Мокша». С 2000 года — заместитель председателя правления Союза писателей Мордовии.
Член Союза писателей России с 1977 года.
Писать стихи и рассказы начала ещё в школьные годы, публиковалась в журнале «Мокша», газете «Мокшень правда». Первый прозаический сборник детских рассказов «Кить ушетксоц» («Начало пути») вышел в 1972 году, во время учёбы в Литературном институте.
Автор книг: «Сиянь ракакудня» («Серебряная ракушка», книга для детей, 1974), «Качаму шобдава» («Дымное утро», 1976), «Ки лангса ломатть» («Люди в дороге», 1985), «Вальмафтома куд» («Дом без окон», 2002) и др.
Работает также в жанре драматических произведений. Автор пьес: «Тройцянь карша» («Накануне Троицы»), «Озкс тумоть тарадонза» («Ветви священного дуба»), «Эх, ломатть, ломатть» («Эх, люди, люди»), «Куйгорож», «Тят, шава, тят сала» («Не убий, не укради»), и др. По многим из этих произведений были поставлены спектакли на сцене Мордовского национального театра, некоторые переведены на русский язык и другие языки народов России и ближнего зарубежья.